# Lernkompetenz
Dieser Artikel wurde auf der Qualitätssicherungsseite des Wikiprojekts Psychologie eingetragen. Dies geschieht, um die Qualität der Artikel aus dem Themengebiet Psychologie zu verbessern. Dabei werden Artikel verbessert oder auch zur Löschung vorgeschlagen, wenn sie nicht den Kriterien der Wikipedia entsprechen. Hilf mit bei der Verbesserung und beteilige dich an der Diskussion im Projekt Psychologie.
Lernkompetenz ist die Fähigkeit und Bereitschaft, Informationen über Sachverhalte und Zusammenhänge selbstständig und auch gemeinsam mit anderen zu verstehen, auszuwerten und in gedankliche Strukturen einzuordnen. Dadurch wird erfolgreiches Lernen möglich.
In Bezug auf berufliche Arbeit entwickelt sich Lernkompetenz in der geistigen Verarbeitung fachlicher Darstellungen, wie Fachbücher, Fachartikel, Zeichnungen, Schaltbilder, sowie im Verstehen und Interpretieren sozialer Beziehungen und Handlungen in Gruppen und deren Dokumentation. Dazu gehören Zeitungsmeldungen, Zeitschriftenartikel, Filme u. a. Zur Lernkompetenz gehört insbesondere auch die Fähigkeit und Bereitschaft, im Beruf und über den Berufsbereich hinaus Lerntechniken und Lernstrategien zu entwickeln und diese zur Weiterbildung zu nutzen.
Die Kultusministerkonferenz-Handreichungen akzentuieren Handlungskompetenz durch zwei zusätzliche Dimensionen:
- Methodenkompetenz und
- Lernkompetenz.

Hierbei handelt es sich allerdings nicht um zwei unabhängige Dimensionen von Handlungskompetenz. Vielmehr sind Fachkompetenz, Humankompetenz (Personalkompetenz) und Soziale Kompetenz die Voraussetzungen für Methoden- und Lernkompetenz.